# Mayoría concurrente
La mayoría concurrente significa in extenso impedir que las mayorías opriman a las minorías otorgando a éstas poder de veto. Históricamente los defensores de esta teoría han sido grupos minoritarios, tales como agricultores en sociedades industriales o minorías étnicas. La mayoría concurrente busca prevenir la tiranía de la mayoría que puede surgir en una democracia sin límites. 
Antes de la revolución americana, todos los gobiernos estaban controlados por minúsculas élites; grandes partes de la población no podían votar, incluso en países con una larga trayectoria de gobierno democrático como era el caso de Suiza. La concepción del gobierno que se plasmó durante la independencia de Estados Unidos trazó un camino hacia la ampliación de la base electoral. Sin embargo se presentó entonces el problema de la tiranía de la mayoría, que devino en la cuestión de cómo limitar el poder de esta.

## La Constitución americana
La ampliación de la base electoral generaba preocupación. Los redactores de la constitución, aun reiterando que la soberanía nacional recaía en el pueblo, trabajaron para asegurar que una mayoría simple no atentara contra la libertad del resto de ciudadanos. Una forma de protección fue la separación de poderes: bicameralismo y tres poderes separados del gobierno central (legislativo, ejecutivo y judicial).
Con dos cámaras se buscaba atorar movimientos populares que pudiesen amenazar a grupos particulares, con la Casa de Representantes como nexo con el hombre de a pie y con el Senado como defensor de los intereses de los estados. La elección de los representantes estaba sujeta al voto popular, mientras que los senadores los elegían los legisladores estatales. El veto del ejecutivo, el poder del judicial supervisado por el Tribunal Supremo, la posibilidad de derogación de leyes federales, la secesión de estados y las rebeliones armadas de ciudadanos crearon mayores obstáculos para que la regla de la mayoría sobrepujase.

## Calhoun y la derogación
Durante la primera mitad del siglo XIX, John C. Calhoun de Carolina del Sur reavivó y extendió la doctrina de la mayoría concurrente. Como fervoroso defensor de los derechos de los estados, Calhoun sirvió como vicepresidente y senador. Observó que el norte, con su economía industrial, tenía más población que el sur. Dado que la economía sureña, agrícola, difería completamente de la del norte, la diferencia de poder amenazaba los intereses que Calhoun consideraba esenciales para el sur. 
Como la política nacional, dirigida por el norte, avasallaba cada vez con más fuerza al sur, Calhoun arguyó con más virulencia la creación de una mayoría concurrente ajustada a regiones geográficas. Siguiendo el arancel de 1828, referido por los sureños como "el arancel de la abominación", Calhoun escribió un documento con el que defendía la secesión de Carolina del Sur si el arancel no era anulado. El arancel no sólo no se anuló sino que se aprobó uno adicional en el año 1832, lo que Calhoun combatió con la doctrina de la derogación o anulación.
La doctrina, que afirmaba que cualquier estado podía anular leyes federales dentro de los límites de su jurisdicción, requería de una mayoría concurrente de legisladores de cada estado amén de la legislatura federal para que una ley tuviera efecto nacional. Carolina del Sur aprobó la Orden de Derogación de los dos aranceles y comenzó la preparación para empecer la aplicación federal. En 1833 se aprobó un arancel que evitó un conflicto armado y puso así fin a la crisis.